# Pseudosymmachia montana
Pseudosymmachia montana är en skalbaggsart som beskrevs av Kobayashi 1987. Pseudosymmachia montana ingår i släktet Pseudosymmachia och familjen Melolonthidae. Inga underarter finns listade i Catalogue of Life.